# Apache Tuscany
Apache Tuscany ist ein Open-Source-Projekt der Apache Software Foundation mit dem Ziel grundlegenden Softwarekomponenten einer Serviceorientierte Architektur (SOA) bereitzustellen. Dazu implementiert es die Service Component Architecture (SCA)-, die Service Data Objects (SDO)- und die Data Access Service (DAS)-Spezifikation.
Der SCA-Standard spezifiziert die Dienste in einer SOA, es werden beispielsweise Schnittstellen zur Verteilung von Diensten definiert. SDO ist ein einheitliches Interface für den Zugriff auf verschiedene Datenformate und Datenquellen. Die DAS-Spezifikation implementiert eine SDO-Schnittstelle für relationale Datenbanken.
Diese Spezifikationen sollen sprachunabhängige Komponenten in einer SOA ermöglichen. das Tuscany Projekt stellt Implementationen für verschiedene Programmiersprachen, beispielsweise C++, Java und PHP, bereit.
Die SCA-Spezifikation wird von einem Gremium der OASIS (Organization for the Advancement of Structured Information Standards) standardisiert, SDO und DAS Spezifikation wird von der OSOA (Open Service Oriented Architecture – einem Zusammenschluss von Software-Herstellern) entwickelt.